# Frankenwall (Stralsund)

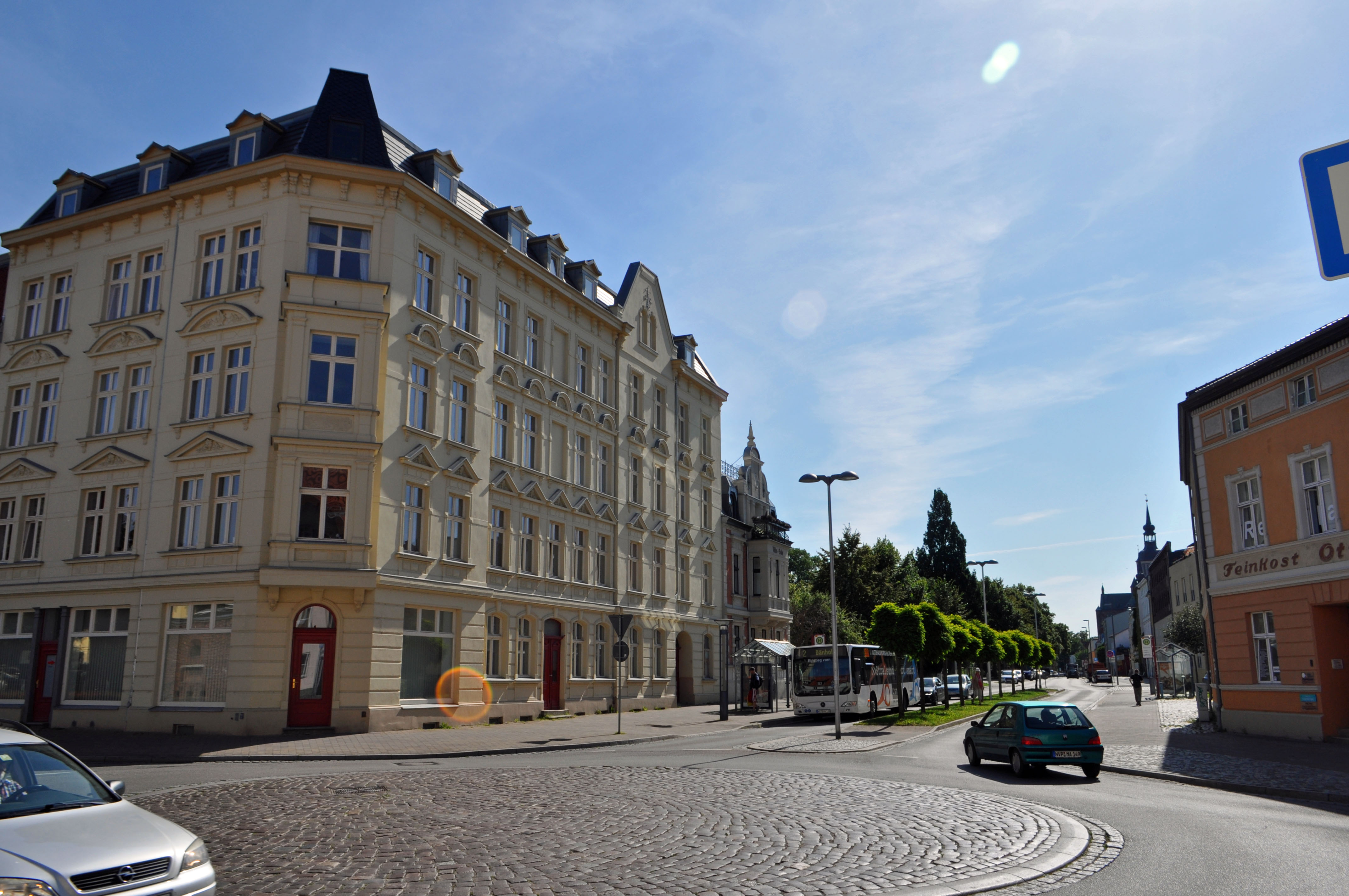
Der Frankenwall in Stralsund (2013)

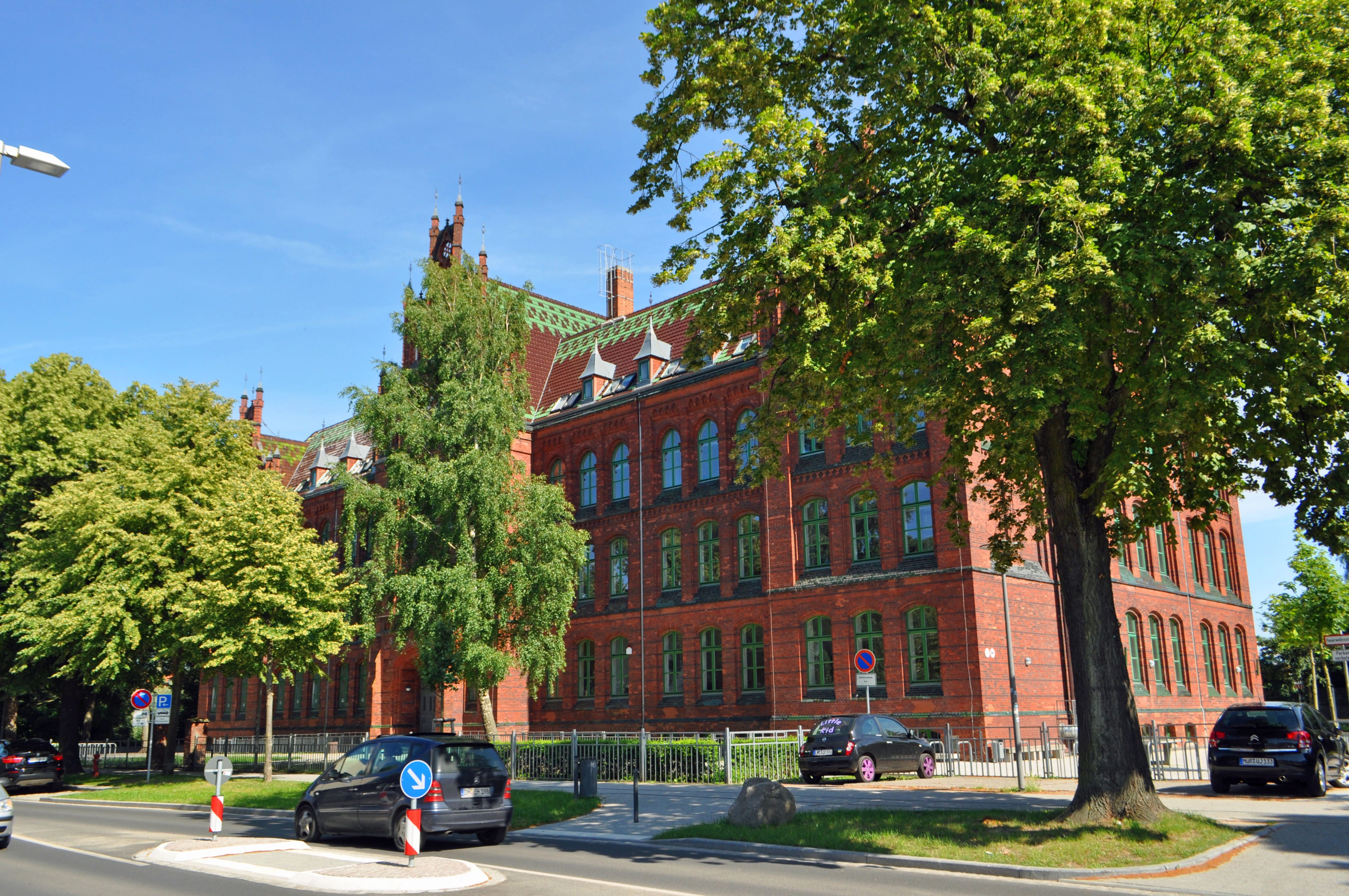
Gerhart-Hauptmann-Schule am Frankenwall in Stralsund

Der Frankenwall ist eine Straße im Stadtgebiet Altstadt in Stralsund. Die Straße verbindet den Knieperdamm und die Wasserstraße mit dem Knieperwall und dem Tribseer Damm; an dieser als Platz angelegten Kreuzung münden auch die Tribseer Straße und die Straße Katharinenberg. Die Badstüberstraße, die Straßen Priegnitz, Lobshagen und Zipollenhagen, die Marienchorstraße, der Weidendamm, der Wichmannsgang und die Karl-Marx-Straße gehen vom Frankenwall ab. Die Straße gehört zum Kerngebiet des UNESCO-Welterbes Historische Altstädte Stralsund und Wismar.
Die Straße hieß zunächst Frankenmauer. Nach dem Abriss des größten Teils der Stralsunder Stadtmauer in diesem Bereich wurde die Straße Wallstraße und ab dem Jahr 1844 Am Wall genannt. Seit dem Jahr 1869 trug sie den Namen Frankenwallstraße, auch auf einem Stadtplan aus dem Jahr 1951 ist sie noch so benannt. Auf einem Stadtplan aus dem Jahr 1976 heißt sie dann Frankenwall, Namensgeber ist die ehemalige Wallanlage der Stadtbefestigung.
Als im Jahr 1873 der Festungsstatus der Stadt aufgehoben wurde, begann die Umgestaltung des Walles. Die Wälle und die äußeren Stadttore wurden abgerissen, der Wall wurde als Allee umgestaltet und die ehemaligen Bastionen zu Gärten.
Vier der Gebäude in der Straße stehen unter Denkmalschutz (siehe auch Liste der Baudenkmale in Stralsund), nämlich die Häuser Frankenwall 3, Frankenwall 6, Frankenwall 7 (Katholische Kirche), Frankenwall 12, Frankenwall 24 b, Frankenwall 24 d, Frankenwall 25 (Gerhart-Hauptmann-Schule), Frankenwall 26 und Frankenwall 27; zudem ist ein Haus ohne Nummer als Denkmal ausgewiesen. Das in der Denkmalliste erfasste Gebäude Frankenwall 23 wurde im September 2013 zum Abriss freigegeben.
Am Frankenwall liegen die Bastionen Blauturmbastion, Weingartenbastion, Schützenbastion, Mühlenbastion und teils die Tribseer Bastion, die Bestandteil der Stralsunder Stadtbefestigungen waren. Auf der Blauturmbastion wurde von 1897 bis 1900 ein Schulgebäude errichtet. Die Weingartenbastion diente lange Zeit als Rummelplatz, bis sie ab dem Jahr 1973 als Parkplatz genutzt wurde; im Jahr 1997 wurde sie mit einem Parkhaus bebaut. Die Schützenbastion wurde als Busbahnhof genutzt. Die Mühlenbastion wurde In den 1920er Jahren mit einer Seuchenbaracke bebaut, die nach dem Zweiten Weltkrieg als Kindergarten genutzt wurde. Auf der Tribseer Bastion entstanden Verwaltungsgebäude der Deutschen Reichsbahn. Teil der Stadtbefestigung waren auch die beiden im Mittelalter errichteten und im Jahr 1865 abgerissenen Türme, der Blauturm an der Blauturmstraße und der Halbmondturm an der Badstüberstraße.
Nach Plänen von Ernst von Haselberg wurde in den Jahren 1862 bis 1866 das Städtische Krankenhaus (heute als Ärztehaus genutzt) errichtet; der heutige Parkplatz davor war damals der erste Turnplatz in Stralsund.
Die Straße am Ufer des Frankenteichs bildet die südliche Grenze des Altstadtgebietes.